# Валковский уезд
Ва́лковский либо Валковско́й уезд — историческая административно-территориальная единица Харьковской губернии Российской империи. Центр уезда — город Валки.

## История
Образован в 1780 году по указу императрицы Екатерины II.
В конце XIX века в уезде работало 12 ремесленных училищ.
Распущен в 1923 году и вошёл в состав Богодуховского района.

## География
Уезд находился на северо-западе Харьковской губернии. 
На севере уезд граничил с Богодуховским уездом и на востоке граничил со Старобельским уездом. Площадь уезда в начале XX века составляла 2143,4 квадратных вёрст.

## Население
По переписи 1897 года население уезда составляло 144 322 человек, в том числе в городе Валки — 7938 жителей.

### Национальный состав
Национальный состав по переписи 1897 года:
- украинцы (малороссы) — 140 187 чел. (97,1 %),
- русские — 3760 чел. (2,6 %),

| Год  | Численность | Численность |
| ---- | ----------- | ----------- |
| 1860 | 87 077      | [ 5 ]       |
| 1897 | 144 322     | [ 6 ]       |
| 1917 | 200 000     | [ 7 ]       |

## Символика
Герб волости описывается следующими словами: «Три сливы в голубом поле, означающие великое изобилие оных в сем месте».

## Административное деление
В 1913 году в уезде было 16 волостей: 
| - Алексеевская — с. Алексеевка, - Валковская — г. Валки, - Гряковская — д. Гряковская, - Знаменская — с. Знаменское, - Караванская — с. Караванское, - Коломакская — сл. Коломак, - Люботинская — сл. Люботин, - Минковская — сл. Минковка, | - Никольско-Камышеватская — сельцо Никольское, - Ново-Водолажская — с. Новая Водолага, - Новоселовская — с. Новое, - Огульчанская — с. Огульцы, - Перекопская — сл. Перекоп, - Снежковская — сл. Снежков, - Старо-Водолажская — сл. Старая Водолага, - Старо-Мерчанская — с. Старый Мерчик, |